# Dinotiscus piceae
Dinotiscus piceae är en stekelart som beskrevs av Yang 1996. Dinotiscus piceae ingår i släktet Dinotiscus och familjen puppglanssteklar. Inga underarter finns listade i Catalogue of Life.